# Tèshomè Meteku
Tèshomè Meteku (amharique : ተሾመ ምትኩ) est un chanteur éthiopien associé au mouvement de l'éthio-jazz.

## Biographie
Tèshomè Meteku est le frère du saxophoniste Téwodros Meteku. Il commence une carrière de chanteur lorsqu'il est adolescent dans les bars et night-clubs d'Addis-Abeba. À la fin des années 1960, il fait partie du groupe Soul Ekos Band avec son frère Téwodros « Teddy », Tamrat Ferendji, Fekade Amde-Meskel, Tesfaye Mekonnen, Alula Yohannès et Sèyfu Yohannès. Ensemble ils éditent quatre chansons qui connaissent un grand succès.
Tèshomè Meteku part ensuite faire ses études en Suède en 1969 au conservatoire de musique de Malmö et à l'université de Lund où il obtient un master de sociologie. Il reste en Suède durant cinq ans mais la chute d'Hailé Sélassié et l'arrivée au pouvoir du régime communiste empêche son retour en Éthiopie et le contraint à l'exil, notamment aux États-Unis. Durant vingt-cinq ans il disparaîtra des scènes, tout en continuant de temps à autre à travailler avec quelques artistes éthiopiens comme Mulatu Astatke avec qui il collabore en 1994. Il publie en 1995 l'album Yegna Neger qui sera remarqué et relancera sa carrière notamment après la vague de la redécouverte de l'éthio-jazz de cette époque due notamment au succès de la collection Éthiopiques du label Buda Musique. Certains de ses succès seront repris par l'Either/Orchestra.

## Discographie
- Années 1980 : Teshome Mitiku and His Experience
- 1995: Yegna Neger
- 1997: Gara Ser New Betish
- 1998: Ethiopiques Volume 1 - Buda Musique (réédition des 4 chansons historiques)
- 1999: Yesterday & Today avec Téwodros Meteku
- 2006: Topia's Deluge  - Allegro Music